# Zsidó mártírok emlékműve
A zsidó mártírok emlékműve a pécsi pályaudvar szomszédságában áll. A második világháborúban elhurcolt zsidó áldozatok emlékére állították civil kezdeményezésre 2010-ben. Összesen körülbelül 3400 és 3600 közé tehető azoknak a száma, akiket július 4-én Pécsről Auschwitzba deportáltak. A pécsi zsidóság – mely a 19-20. század fordulóján elérte az város összlakosságának 10 százalékát – közel 90%-a nem tért vissza. Két nappal később, 1944. július 6-án a mohácsi gettóból 1170, a bonyhádi gettóból pedig 1180 személyt indítottak útnak ugyaninnen a lengyelországi haláltáborok felé. 1946 óta július első vasárnapja Pécsett az elpusztított mártírokra való emlékezés napja.
A Pécs Emlékezete Alapítvány adományokból gyűjtötte össze a szobor felállításának 12 milliós költségét. Az Illa Gábor képzőművész tervezte szobor az utolsó állomást szimbolizálja. A betonból öntött, gránit borítású emlékművön a kivágott emberalakok sziluettje jelképezi az áldozatokat, akik a vonatba lépve hagytak űrt maguk után.
Az emlékművet 2010. július 4-én avatták fel, a Zsidó-Keresztény Társaság két társelnökének, dr. Schweitzer József volt pécsi főrabbinak és dr. Várszegi Asztrik pannonhalmi főapátnak a részvételével.